# ГЭС (Архангельская область)
ГЭС — деревня в Ленском районе Архангельской области. Входит в состав Сафроновского сельского поселения.

## География
Деревня находится в юго-восточной части Архангельской области, у северной окраины села Яренск, административного центра района.

### Часовой пояс
Деревня ГЭС, как и вся Архангельская область, находится в часовой зоне МСК (московское время). Смещение применяемого времени относительно UTC составляет +3:00.

## История
Отмечена как населенный пункт Софроновского сельсовета в 1939 году.

## Население
| 2002 | 2010 | 2012 |
| ---- | ---- | ---- |
| 41   | ↘26  | ↗42  |

### Национальный состав
Согласно результатам переписи 2002 года, в национальной структуре населения русские составляли 80 % из 39 чел.